# Szondok sillai királynő
Szondok királynő, Szondok Jovang (선덕여왕), születési nevén Tokmán vagy Deokman (606–647. február 17.) Silla 27. uralkodója. Az első női uralkodó volt Korea történelmében. I. sz. 632–647 között uralkodott. Az ő életét mutatja be A Silla királyság ékköve című sorozat.

## Trónöröklés
Jinpyeong király és Maya sillai királyné lánya volt. Két testvére volt, Cheonmyeong és Seonhwa hercegnő (bár Seonhwa létezése ellentmondásos, mivel 2009-ben olyan bizonyítékokat fedeztek fel, amelyek szerint Uija király édesanyja Sataek királynő, és nem Seonhwa, amint azt a történelmi feljegyzések mutatják), nem biztos, hogy ő volt az elsőszülött vagy Cheonmyeong, azonban széles körben úgy gondolják, hogy Cheonmyeong hercegnő idősebb volt nála.
Mivel Jinpyeong királynak nem volt olyan fia, akinek átadhatta a koronát, vejét, Kim Yongsut (Cheonmyeong hercegnő férje) kezdte utódjának tekinteni - miután elismerte az országért elért eredményeit. Amikor Szondok hercegnő erről értesült, könyörögve kérte apját, hogy adjon neki esélyt a trónért való versengésre, ragaszkodva ahhoz, hogy neki is joga van a trónért versengeni, mint Kim Yongsunak. Az elhatározását látva a király megadta az esélyt, hogy bebizonyítsa, méltó a trónra. Bár nem volt szokatlan, hogy a nők Sillában hatalmat gyakoroltak (Sado királynő régensként is szolgált), a gondolat, hogy egy női uralkodó üljön a trónon, többségük számára még mindig elfogadhatatlan. Ezért Szondok hercegnőnek bizonyítania kellett népe bizalmának és támogatásának elnyerése érdekében. Végül sikerült neki, és kinevezték Jinpyeong király utódjának - ezt a döntést nem mindenki fogadta el, és ennek eredményeként néhány tisztviselő felkelést tervezett, hogy megakadályozza a koronázását. 631 májusában Ichan Chilsuk (이찬 칠숙) és Achan Seokpum (아찬 석품) lázadást tervezett. De tervüket korán felfedezték és elfojtották.

### Halála
Szondok királynő 647. február 17-én (a holdnaptárban 647. január 8-án) hunyt el. Nincs olyan nyilvántartás, amely a halálának pontos okát azonosítaná, de Szondok királynő nem sokkal a halála előtt egy nem ismert betegségben szenvedett, mely egyesek szerint a fő kiváltó ok lehetett. Egyes történészek szerint az is lehetséges, hogy döbbenetében halt meg, hogy Bidam (egykori pártfogója) lázadást indított ellene. Szondok királynőt Nangsan egyik sírjában temették el, Gyeongju egyik szent hegyén. Szondok királynő halála után unokatestvérét Silla következő női uralkodójának nevezték ki.

### Buddhizmus és asztrológia
Apjahoz hasonlóan Szondok királynét is vonzotta a buddhizmus. Silla uralkodása alatt számos templomot, pagodát és Buddha szobrot épített. Az egyik híres templom, amelyet az ő idejében építettek, Hwangnyongsa temploma volt . Az ókori építészeti feljegyzések szerint a pagoda 68 vagy 80 méter magas volt, így Kelet-Ázsia egyik legmagasabb építménye volt abban az időben. A pagoda Szondok királynő és a Sillai nép őszinte óhaját képviselte, hogy megvédje az országot, és Korea három királyságát egy uralkodó alá vonja. Felajánlás volt ez Buddhának, abban a reményben, hogy ezek a kívánságok teljesülnek. A királynő gyakran látogatta a Hwangnyongsa templomot, hogy imádkozzon a bölcsességért és az erőért, hogy megmentse Sillát a veszélyektől.
Ő építette a Csillagvizsgáló tornyot, vagyis a Cheomseongdaét, amelyet a távol-kelet első dedikált obszervatóriumnak tekintenek, és amely abban az időben segítette a gazdákat. A torony ma is a régi Silla fővárosában, Gyeongju-ban, Dél-Koreában áll, és Kelet-Ázsia legrégebbi fennmaradt csillagvizsgálója.
Férje
A Hvarang Segi szerint (Silla egy történelmi feljegyzése volt Szondok uralkodása alatt) három férje volt. Széles körben azonban úgy gondolják, hogy a politikai konfliktusok elkerülése érdekében nem volt házas, ezért az utána következő női uralkodók (Jindeok és Jinseong királynő) sem voltak házasok.
Lehetséges házastársai:
- Kim Yongchun
- Ulje
- Heumbahn